# 1313
Portal Geschichte | Portal Biografien | Aktuelle Ereignisse | Jahreskalender | Tagesartikel

◄ |
13. Jahrhundert |
14. Jahrhundert
| 15. Jahrhundert | ►

◄ |
1280er |
1290er |
1300er |
1310er
| 1320er | 1330er | 1340er | ►

◄◄ |
◄ |
1309 |
1310 |
1311 |
1312 |
1313
| 1314 | 1315 | 1316 | 1317 | ► | ►►
Staatsoberhäupter  · Nekrolog
| Januar | Januar | Januar | Januar | Januar | Januar | Januar | Januar |
| Kw     | Mo     | Di     | Mi     | Do     | Fr     | Sa     | So     |
| 1      | 1      | 2      | 3      | 4      | 5      | 6      | 7      |
| 2      | 8      | 9      | 10     | 11     | 12     | 13     | 14     |
| 3      | 15     | 16     | 17     | 18     | 19     | 20     | 21     |
| 4      | 22     | 23     | 24     | 25     | 26     | 27     | 28     |
| 5      | 29     | 30     | 31     |        |        |        |        |
| ------ | ------ | ------ | ------ | ------ | ------ | ------ | ------ |

| Februar | Februar | Februar | Februar | Februar | Februar | Februar | Februar |
| Kw      | Mo      | Di      | Mi      | Do      | Fr      | Sa      | So      |
| 5       |         |         |         | 1       | 2       | 3       | 4       |
| 6       | 5       | 6       | 7       | 8       | 9       | 10      | 11      |
| 7       | 12      | 13      | 14      | 15      | 16      | 17      | 18      |
| 8       | 19      | 20      | 21      | 22      | 23      | 24      | 25      |
| 9       | 26      | 27      | 28      |         |         |         |         |
| ------- | ------- | ------- | ------- | ------- | ------- | ------- | ------- |

| März | März | März | März | März | März | März | März |
| Kw   | Mo   | Di   | Mi   | Do   | Fr   | Sa   | So   |
| 9    |      |      |      | 1    | 2    | 3    | 4    |
| 10   | 5    | 6    | 7    | 8    | 9    | 10   | 11   |
| 11   | 12   | 13   | 14   | 15   | 16   | 17   | 18   |
| 12   | 19   | 20   | 21   | 22   | 23   | 24   | 25   |
| 13   | 26   | 27   | 28   | 29   | 30   | 31   |      |
| ---- | ---- | ---- | ---- | ---- | ---- | ---- | ---- |

| April | April | April | April | April | April | April | April |
| Kw    | Mo    | Di    | Mi    | Do    | Fr    | Sa    | So    |
| 13    |       |       |       |       |       |       | 1     |
| 14    | 2     | 3     | 4     | 5     | 6     | 7     | 8     |
| 15    | 9     | 10    | 11    | 12    | 13    | 14    | 15    |
| 16    | 16    | 17    | 18    | 19    | 20    | 21    | 22    |
| 17    | 23    | 24    | 25    | 26    | 27    | 28    | 29    |
| 18    | 30    |       |       |       |       |       |       |
| ----- | ----- | ----- | ----- | ----- | ----- | ----- | ----- |

| Mai | Mai | Mai | Mai | Mai | Mai | Mai | Mai |
| Kw  | Mo  | Di  | Mi  | Do  | Fr  | Sa  | So  |
| 18  |     | 1   | 2   | 3   | 4   | 5   | 6   |
| 19  | 7   | 8   | 9   | 10  | 11  | 12  | 13  |
| 20  | 14  | 15  | 16  | 17  | 18  | 19  | 20  |
| 21  | 21  | 22  | 23  | 24  | 25  | 26  | 27  |
| 22  | 28  | 29  | 30  | 31  |     |     |     |
| --- | --- | --- | --- | --- | --- | --- | --- |

| Juni | Juni | Juni | Juni | Juni | Juni | Juni | Juni |
| Kw   | Mo   | Di   | Mi   | Do   | Fr   | Sa   | So   |
| 22   |      |      |      |      | 1    | 2    | 3    |
| 23   | 4    | 5    | 6    | 7    | 8    | 9    | 10   |
| 24   | 11   | 12   | 13   | 14   | 15   | 16   | 17   |
| 25   | 18   | 19   | 20   | 21   | 22   | 23   | 24   |
| 26   | 25   | 26   | 27   | 28   | 29   | 30   |      |
| ---- | ---- | ---- | ---- | ---- | ---- | ---- | ---- |

| Juli | Juli | Juli | Juli | Juli | Juli | Juli | Juli |
| Kw   | Mo   | Di   | Mi   | Do   | Fr   | Sa   | So   |
| 26   |      |      |      |      |      |      | 1    |
| 27   | 2    | 3    | 4    | 5    | 6    | 7    | 8    |
| 28   | 9    | 10   | 11   | 12   | 13   | 14   | 15   |
| 29   | 16   | 17   | 18   | 19   | 20   | 21   | 22   |
| 30   | 23   | 24   | 25   | 26   | 27   | 28   | 29   |
| 31   | 30   | 31   |      |      |      |      |      |
| ---- | ---- | ---- | ---- | ---- | ---- | ---- | ---- |

| August | August | August | August | August | August | August | August |
| Kw     | Mo     | Di     | Mi     | Do     | Fr     | Sa     | So     |
| 31     |        |        | 1      | 2      | 3      | 4      | 5      |
| 32     | 6      | 7      | 8      | 9      | 10     | 11     | 12     |
| 33     | 13     | 14     | 15     | 16     | 17     | 18     | 19     |
| 34     | 20     | 21     | 22     | 23     | 24     | 25     | 26     |
| 35     | 27     | 28     | 29     | 30     | 31     |        |        |
| ------ | ------ | ------ | ------ | ------ | ------ | ------ | ------ |

| September | September | September | September | September | September | September | September |
| Kw        | Mo        | Di        | Mi        | Do        | Fr        | Sa        | So        |
| 35        |           |           |           |           |           | 1         | 2         |
| 36        | 3         | 4         | 5         | 6         | 7         | 8         | 9         |
| 37        | 10        | 11        | 12        | 13        | 14        | 15        | 16        |
| 38        | 17        | 18        | 19        | 20        | 21        | 22        | 23        |
| 39        | 24        | 25        | 26        | 27        | 28        | 29        | 30        |
| --------- | --------- | --------- | --------- | --------- | --------- | --------- | --------- |

| Oktober | Oktober | Oktober | Oktober | Oktober | Oktober | Oktober | Oktober |
| Kw      | Mo      | Di      | Mi      | Do      | Fr      | Sa      | So      |
| 40      | 1       | 2       | 3       | 4       | 5       | 6       | 7       |
| 41      | 8       | 9       | 10      | 11      | 12      | 13      | 14      |
| 42      | 15      | 16      | 17      | 18      | 19      | 20      | 21      |
| 43      | 22      | 23      | 24      | 25      | 26      | 27      | 28      |
| 44      | 29      | 30      | 31      |         |         |         |         |
| ------- | ------- | ------- | ------- | ------- | ------- | ------- | ------- |

| November | November | November | November | November | November | November | November |
| Kw       | Mo       | Di       | Mi       | Do       | Fr       | Sa       | So       |
| 44       |          |          |          | 1        | 2        | 3        | 4        |
| 45       | 5        | 6        | 7        | 8        | 9        | 10       | 11       |
| 46       | 12       | 13       | 14       | 15       | 16       | 17       | 18       |
| 47       | 19       | 20       | 21       | 22       | 23       | 24       | 25       |
| 48       | 26       | 27       | 28       | 29       | 30       |          |          |
| -------- | -------- | -------- | -------- | -------- | -------- | -------- | -------- |

| Dezember | Dezember | Dezember | Dezember | Dezember | Dezember | Dezember | Dezember |
| Kw       | Mo       | Di       | Mi       | Do       | Fr       | Sa       | So       |
| 48       |          |          |          |          |          | 1        | 2        |
| 49       | 3        | 4        | 5        | 6        | 7        | 8        | 9        |
| 50       | 10       | 11       | 12       | 13       | 14       | 15       | 16       |
| 51       | 17       | 18       | 19       | 20       | 21       | 22       | 23       |
| 52       | 24       | 25       | 26       | 27       | 28       | 29       | 30       |
| 1        | 31       |          |          |          |          |          |          |
| -------- | -------- | -------- | -------- | -------- | -------- | -------- | -------- |

| Januar | Januar | Januar | Januar | Januar | Januar | Januar | Januar |
| Kw     | Mo     | Di     | Mi     | Do     | Fr     | Sa     | So     |
| 1      | 1      | 2      | 3      | 4      | 5      | 6      | 7      |
| 2      | 8      | 9      | 10     | 11     | 12     | 13     | 14     |
| 3      | 15     | 16     | 17     | 18     | 19     | 20     | 21     |
| 4      | 22     | 23     | 24     | 25     | 26     | 27     | 28     |
| 5      | 29     | 30     | 31     |        |        |        |        |
| ------ | ------ | ------ | ------ | ------ | ------ | ------ | ------ |

| Februar | Februar | Februar | Februar | Februar | Februar | Februar | Februar |
| Kw      | Mo      | Di      | Mi      | Do      | Fr      | Sa      | So      |
| 5       |         |         |         | 1       | 2       | 3       | 4       |
| 6       | 5       | 6       | 7       | 8       | 9       | 10      | 11      |
| 7       | 12      | 13      | 14      | 15      | 16      | 17      | 18      |
| 8       | 19      | 20      | 21      | 22      | 23      | 24      | 25      |
| 9       | 26      | 27      | 28      |         |         |         |         |
| ------- | ------- | ------- | ------- | ------- | ------- | ------- | ------- |

| März | März | März | März | März | März | März | März |
| Kw   | Mo   | Di   | Mi   | Do   | Fr   | Sa   | So   |
| 9    |      |      |      | 1    | 2    | 3    | 4    |
| 10   | 5    | 6    | 7    | 8    | 9    | 10   | 11   |
| 11   | 12   | 13   | 14   | 15   | 16   | 17   | 18   |
| 12   | 19   | 20   | 21   | 22   | 23   | 24   | 25   |
| 13   | 26   | 27   | 28   | 29   | 30   | 31   |      |
| ---- | ---- | ---- | ---- | ---- | ---- | ---- | ---- |

| April | April | April | April | April | April | April | April |
| Kw    | Mo    | Di    | Mi    | Do    | Fr    | Sa    | So    |
| 13    |       |       |       |       |       |       | 1     |
| 14    | 2     | 3     | 4     | 5     | 6     | 7     | 8     |
| 15    | 9     | 10    | 11    | 12    | 13    | 14    | 15    |
| 16    | 16    | 17    | 18    | 19    | 20    | 21    | 22    |
| 17    | 23    | 24    | 25    | 26    | 27    | 28    | 29    |
| 18    | 30    |       |       |       |       |       |       |
| ----- | ----- | ----- | ----- | ----- | ----- | ----- | ----- |

| Mai | Mai | Mai | Mai | Mai | Mai | Mai | Mai |
| Kw  | Mo  | Di  | Mi  | Do  | Fr  | Sa  | So  |
| 18  |     | 1   | 2   | 3   | 4   | 5   | 6   |
| 19  | 7   | 8   | 9   | 10  | 11  | 12  | 13  |
| 20  | 14  | 15  | 16  | 17  | 18  | 19  | 20  |
| 21  | 21  | 22  | 23  | 24  | 25  | 26  | 27  |
| 22  | 28  | 29  | 30  | 31  |     |     |     |
| --- | --- | --- | --- | --- | --- | --- | --- |

| Juni | Juni | Juni | Juni | Juni | Juni | Juni | Juni |
| Kw   | Mo   | Di   | Mi   | Do   | Fr   | Sa   | So   |
| 22   |      |      |      |      | 1    | 2    | 3    |
| 23   | 4    | 5    | 6    | 7    | 8    | 9    | 10   |
| 24   | 11   | 12   | 13   | 14   | 15   | 16   | 17   |
| 25   | 18   | 19   | 20   | 21   | 22   | 23   | 24   |
| 26   | 25   | 26   | 27   | 28   | 29   | 30   |      |
| ---- | ---- | ---- | ---- | ---- | ---- | ---- | ---- |

| Juli | Juli | Juli | Juli | Juli | Juli | Juli | Juli |
| Kw   | Mo   | Di   | Mi   | Do   | Fr   | Sa   | So   |
| 26   |      |      |      |      |      |      | 1    |
| 27   | 2    | 3    | 4    | 5    | 6    | 7    | 8    |
| 28   | 9    | 10   | 11   | 12   | 13   | 14   | 15   |
| 29   | 16   | 17   | 18   | 19   | 20   | 21   | 22   |
| 30   | 23   | 24   | 25   | 26   | 27   | 28   | 29   |
| 31   | 30   | 31   |      |      |      |      |      |
| ---- | ---- | ---- | ---- | ---- | ---- | ---- | ---- |

| August | August | August | August | August | August | August | August |
| Kw     | Mo     | Di     | Mi     | Do     | Fr     | Sa     | So     |
| 31     |        |        | 1      | 2      | 3      | 4      | 5      |
| 32     | 6      | 7      | 8      | 9      | 10     | 11     | 12     |
| 33     | 13     | 14     | 15     | 16     | 17     | 18     | 19     |
| 34     | 20     | 21     | 22     | 23     | 24     | 25     | 26     |
| 35     | 27     | 28     | 29     | 30     | 31     |        |        |
| ------ | ------ | ------ | ------ | ------ | ------ | ------ | ------ |

| September | September | September | September | September | September | September | September |
| Kw        | Mo        | Di        | Mi        | Do        | Fr        | Sa        | So        |
| 35        |           |           |           |           |           | 1         | 2         |
| 36        | 3         | 4         | 5         | 6         | 7         | 8         | 9         |
| 37        | 10        | 11        | 12        | 13        | 14        | 15        | 16        |
| 38        | 17        | 18        | 19        | 20        | 21        | 22        | 23        |
| 39        | 24        | 25        | 26        | 27        | 28        | 29        | 30        |
| --------- | --------- | --------- | --------- | --------- | --------- | --------- | --------- |

| Oktober | Oktober | Oktober | Oktober | Oktober | Oktober | Oktober | Oktober |
| Kw      | Mo      | Di      | Mi      | Do      | Fr      | Sa      | So      |
| 40      | 1       | 2       | 3       | 4       | 5       | 6       | 7       |
| 41      | 8       | 9       | 10      | 11      | 12      | 13      | 14      |
| 42      | 15      | 16      | 17      | 18      | 19      | 20      | 21      |
| 43      | 22      | 23      | 24      | 25      | 26      | 27      | 28      |
| 44      | 29      | 30      | 31      |         |         |         |         |
| ------- | ------- | ------- | ------- | ------- | ------- | ------- | ------- |

| November | November | November | November | November | November | November | November |
| Kw       | Mo       | Di       | Mi       | Do       | Fr       | Sa       | So       |
| 44       |          |          |          | 1        | 2        | 3        | 4        |
| 45       | 5        | 6        | 7        | 8        | 9        | 10       | 11       |
| 46       | 12       | 13       | 14       | 15       | 16       | 17       | 18       |
| 47       | 19       | 20       | 21       | 22       | 23       | 24       | 25       |
| 48       | 26       | 27       | 28       | 29       | 30       |          |          |
| -------- | -------- | -------- | -------- | -------- | -------- | -------- | -------- |

| Dezember | Dezember | Dezember | Dezember | Dezember | Dezember | Dezember | Dezember |
| Kw       | Mo       | Di       | Mi       | Do       | Fr       | Sa       | So       |
| 48       |          |          |          |          |          | 1        | 2        |
| 49       | 3        | 4        | 5        | 6        | 7        | 8        | 9        |
| 50       | 10       | 11       | 12       | 13       | 14       | 15       | 16       |
| 51       | 17       | 18       | 19       | 20       | 21       | 22       | 23       |
| 52       | 24       | 25       | 26       | 27       | 28       | 29       | 30       |
| 1        | 31       |          |          |          |          |          |          |
| -------- | -------- | -------- | -------- | -------- | -------- | -------- | -------- |

## Ereignisse

### Politik und Weltgeschehen

#### Heiliges Römisches Reich
- 26. April: Kaiser Heinrich VII. verurteilt in Pisa, wohin er sich krankheitshalber auf seinem Italienzug zurückgezogen hat, auf Grund der von ihm erlassenen Gesetze über Majestätsverbrechen seinen Gegenspieler Robert von Anjou in Abwesenheit zum Tode.
- 24. August: Der römisch-deutsche Kaiser Heinrich VII. stirbt in Buonconvento. Sein Sohn Johann, König von Böhmen und Markgraf von Mähren, wird sein Nachfolger als Graf von Luxemburg. Johann bemüht sich auch um die deutsche Königswürde. Sein Gegner ist Ludwig der Bayer. Im nächsten Jahr kommt es zu einer Doppelwahl.
- Nach Heinrichs Tod wird sein Parteigänger Uguccione della Faggiola zum Podestà und Capitano del Popolo in Pisa gemacht.

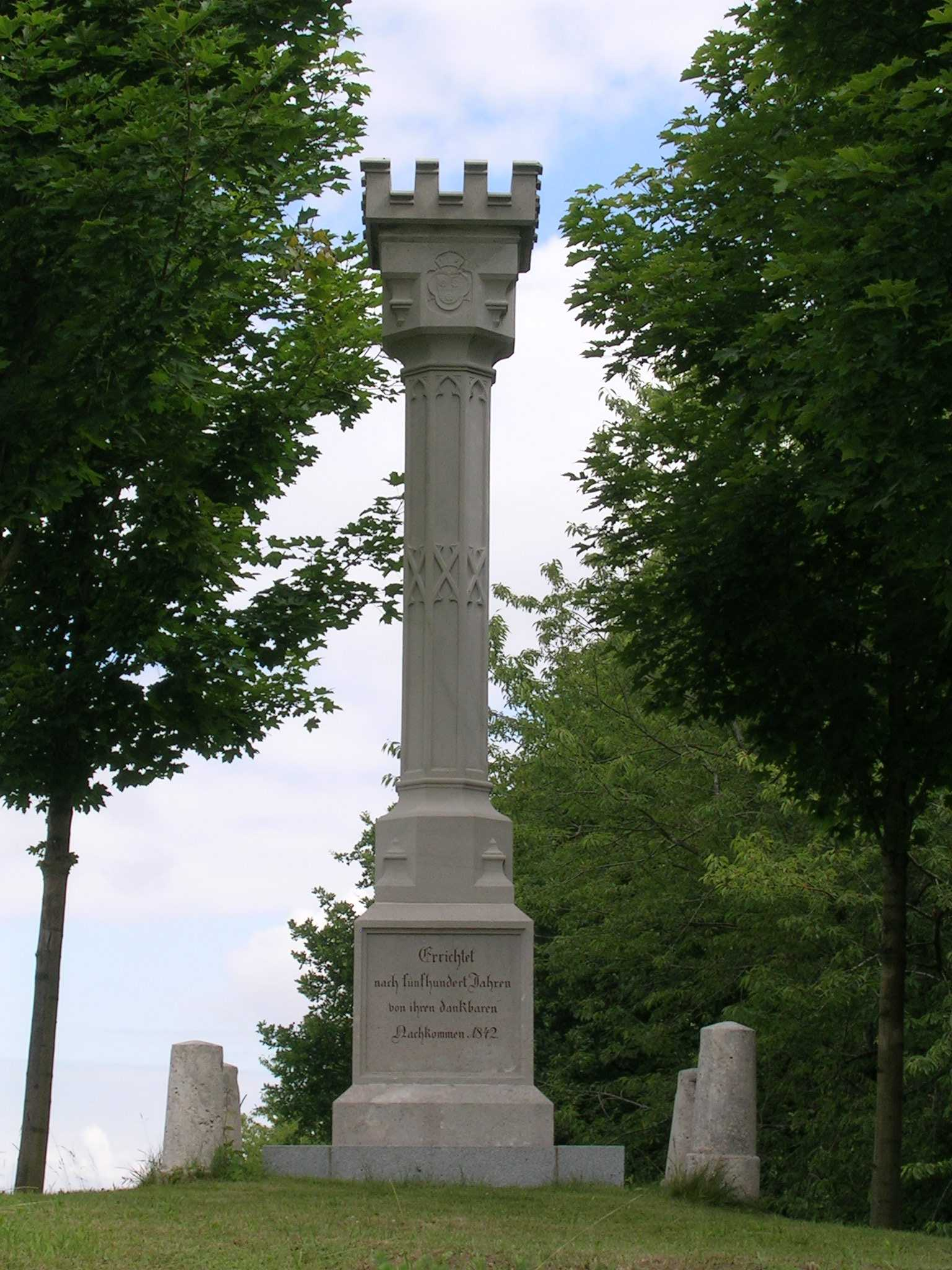
Denkmal zur Erinnerung an die Schlacht von Gammelsdorf

- 9. November: Der Bayernherzog Ludwig aus dem Hause Wittelsbach besiegt den Habsburger Friedrich den Schönen in der Schlacht von Gammelsdorf. Der Sieg entzieht das wohlhabende Niederbayern den habsburgischen Ambitionen und festigt die Herrschaft Ludwigs in Bayern. Gleichzeitig gilt die Schlacht als Auftakt einer Reihe von Auseinandersetzungen um die Vormachtstellung zwischen dem Haus Wittelsbach und dem Haus Habsburg im Heiligen Römischen Reich und als eine der letzten großen Ritterschlachten, in der noch keine Feuerwaffen zum Einsatz kommen.

#### Weitere Ereignisse in Europa
- 7./8. Januar: Erster Schottischer Unabhängigkeitskrieg: Die Belagerung von Perth endet nach fast zwei Jahren mit der Eroberung der Stadt, die von einer englischen Garnison verteidigt wird, durch schottische Truppen in einem nächtlichen Überraschungsangriff.

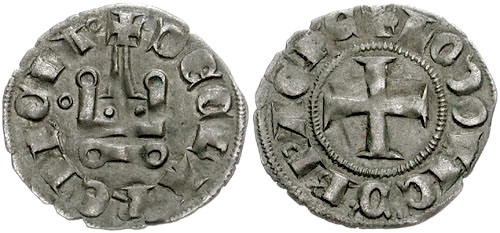
Münze Ludwigs als Fürst von Achaia

- 31. Mai: Ludwig von Burgund heiratet Mathilde von Hennegau, Fürstin von Achaia, und wird nach dem Verzicht seiner Ansprüche auf die Besitzungen des Hauses Burgund zugunsten seines Bruders Hugo V. Titularkönig von Thessaloniki.

#### Asien
Nach dem Tod des Fürsten Eiji übernimmt dessen Sohn Tamagusuku das Amt des obersten Fürsten von Okinawa. Tamagusuku schafft es jedoch nicht, alle Fürsten dazu zu bringen, ihn als legitimen Herrscher anzusehen, sodass es fast unmittelbar zu Rebellionen gegen ihn kommt. Das führt im folgenden Jahr zur Gründung des Staates Chūzan.

#### Urkundliche Ersterwähnungen
- 28. Februar: Bissenberg wird erstmals urkundlich erwähnt.
- 25. Mai: Świętochłowice wird erstmals urkundlich erwähnt.
- Der Kühhornshof, ein Wehrhof vor den Toren der Frankfurter Stadtbefestigung, wird erstmals indirekt in einer Urkunde erwähnt.

### Wissenschaft und Technik
- Die heutigen Uferstraßen Quai des Grands Augustins und Quai de Conti werden als erste Uferbefestigungen der Seine in Paris angelegt.

### Religion

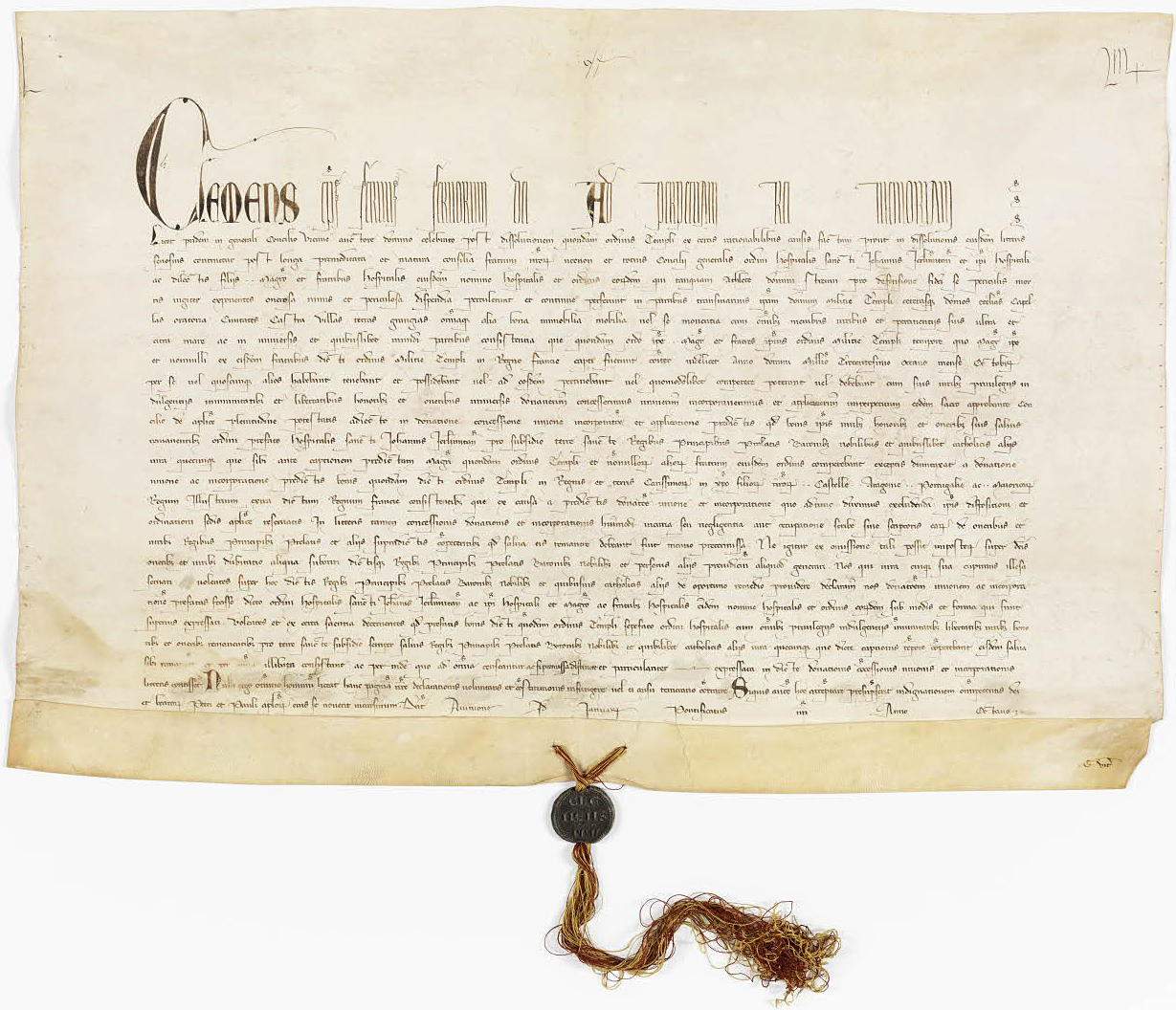
Die päpstliche Bulle vom 13. Januar

- Die päpstliche Bulle Licet pridem vom 13. Januar ist eine Ergänzung zu den von Papst Clemens V. erlassenen päpstlichen Bullen, die die Aufhebung und die Vermögensregelung des Templerordens regeln. Darin geht Clemens V. nochmals auf den Ursprung des Verbotes des Templerordens ein. Weiterhin erklärt er, dass mit den bereits erwähnten Bullen die Vermögensregelungen festgelegt worden seien und welche Königreiche von diesen Regelungen ausgenommen sind (Kastilien, Aragon, Portugal und Mallorca).
- 19. März: Nikolaus von Ybbs wird zum Bischof von Regensburg gewählt. Er folgt dem am 26. Januar verstorbenen Konrad von Luppurg in diesem Amt.
- 4. April: Adolf von der Mark wird von Papst Clemens V. auf Betreiben des französischen Königs Philipp des Schönen zum Fürstbischof von Lüttich ernannt. Da ab dem Sommer der Kaiserthron vakant ist, erteilt der Papst zugleich die Investitur für das Hochstift. Um das hohe Amt antreten zu können, wird Adolf am 14. April durch Wilhelm Madagot, den Kardinalbischof von Palestrina, erst zum Diakon und am 9. Juni dann zum Priester geweiht. Die Bischofsweihe empfängt er einen Tag später durch Béranger Frédol den Älteren, Kardinalbischof von Frascati.
- Nach dem Tod von Bernhard von Prambach am 27. Juli kommt es zu einer Doppelwahl im Bistum Passau und darauf folgend zu einer Sedisvakanz bis 1317.

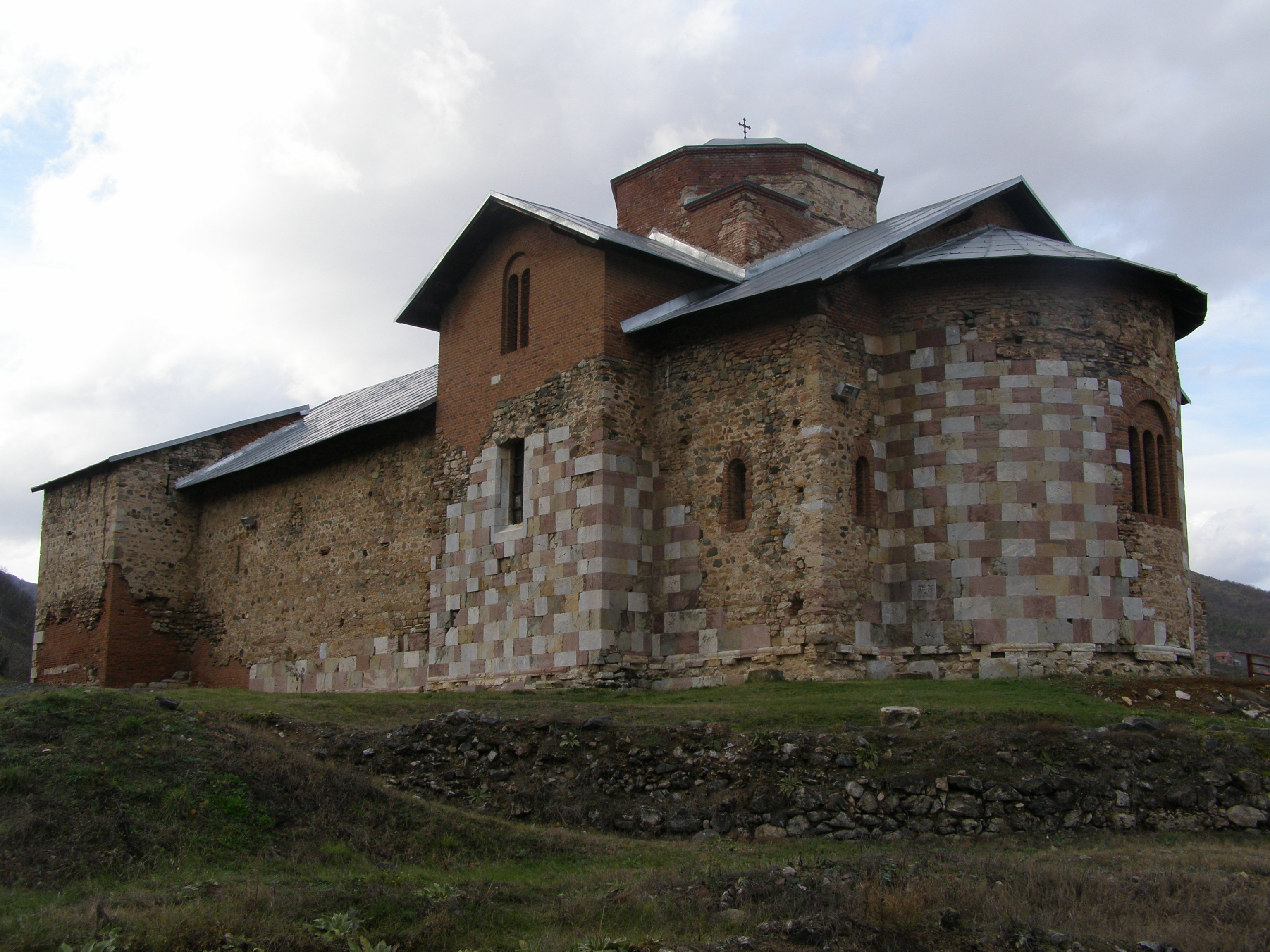
Kloster Banjska

- Der serbische König Stefan Uroš II. Milutin beginnt mit dem Bau des Klosters Banjska auf dem Gebiet der Gemeinde Zvečan im Kosovo am Flüsschen Banjska.
- In Soest wird mit dem Bau der Wiesenkirche begonnen.

## Geboren

### Geburtsdatum gesichert
- 17. April: Konstantin V., König von Armenien († 1362)
- 16. Juni: Giovanni Boccaccio, italienischer Schriftsteller († 1375)
- 6. Juli: Donato Velluti, florentinischer Politiker und Chronist († 1370)
- 1. August: Kōgon, japanischer Thronprätendent († 1364)
- 16. November: Ibn al-Chaṭīb, arabisch-andalusischer Universalgelehrter (gest. 1374)

### Genaues Geburtsdatum unbekannt
- Bartolus de Saxoferrato, italienischer Rechtslehrer († 1357)
- Enguerrand VI. de Coucy, Herr von Coucy, Marle, La Fère, Oisy und Montmirail († 1346)
- Maria von Portugal, Königin von Kastilien († 1357)
- Mathilde von Bayern, Markgräfin von Meißen († 1346)
- Cola di Rienzo, römischer Politiker und Volkstribun († 1354)

### Geboren um 1313
- Elizabeth de Badlesmere, englische Adelige († 1356)
- Isabel le Despenser, englische Adelige († 1375)
- 1313/1314: Thomas de Beauchamp, englischer Adeliger und Heerführer im Hundertjährigen Krieg († 1369)

## Gestorben

### Todesdatum gesichert
- 26. Januar: Konrad von Luppurg, Elekt von Gurk und Bischof von Regensburg
- 11. April: Guillaume de Nogaret, französischer Höfling und Berater Philipps des Schönen (* um 1260)
- 24. April: Konrad II., Graf von Rietberg
- 2. Mai: Ludwig, Graf von Arnsberg
- 11. Mai: Robert Winchelsey, englischer Geistlicher (* um 1240)
- 14. Mai: Bolko I., Herzog von Oppeln (* um 1255)
- 25. Mai: Konrad I. von Berg, Bischof von Münster
- 7. Juli: Bjarne Erlingsson, Ratgeber des norwegischen Königs
- 24. Juli: Ralph Baldock, englischer Geistlicher
- 27. Juli: Bernhard von Prambach, Bischof von Passau (* um 1220)
- 10. August: John Lech, englischer Geistlicher und Erzbischof von Dublin
- 22. August: Jean Lemoine, Kardinal, Bischof von Arras und päpstlicher Legat (* 1250)

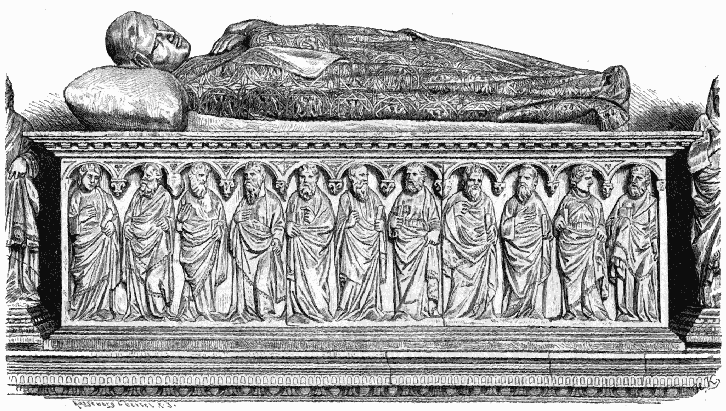
Grabmal Heinrichs VII. im Dom zu Pisa

- 24. August: Heinrich VII., römisch-deutscher Kaiser (* 1279)
- 3. September: Anna Přemyslovna, Königin von Böhmen (* 1290)
- 13. September: Notburga von Rattenberg, Tiroler Volksheilige (* um 1265)

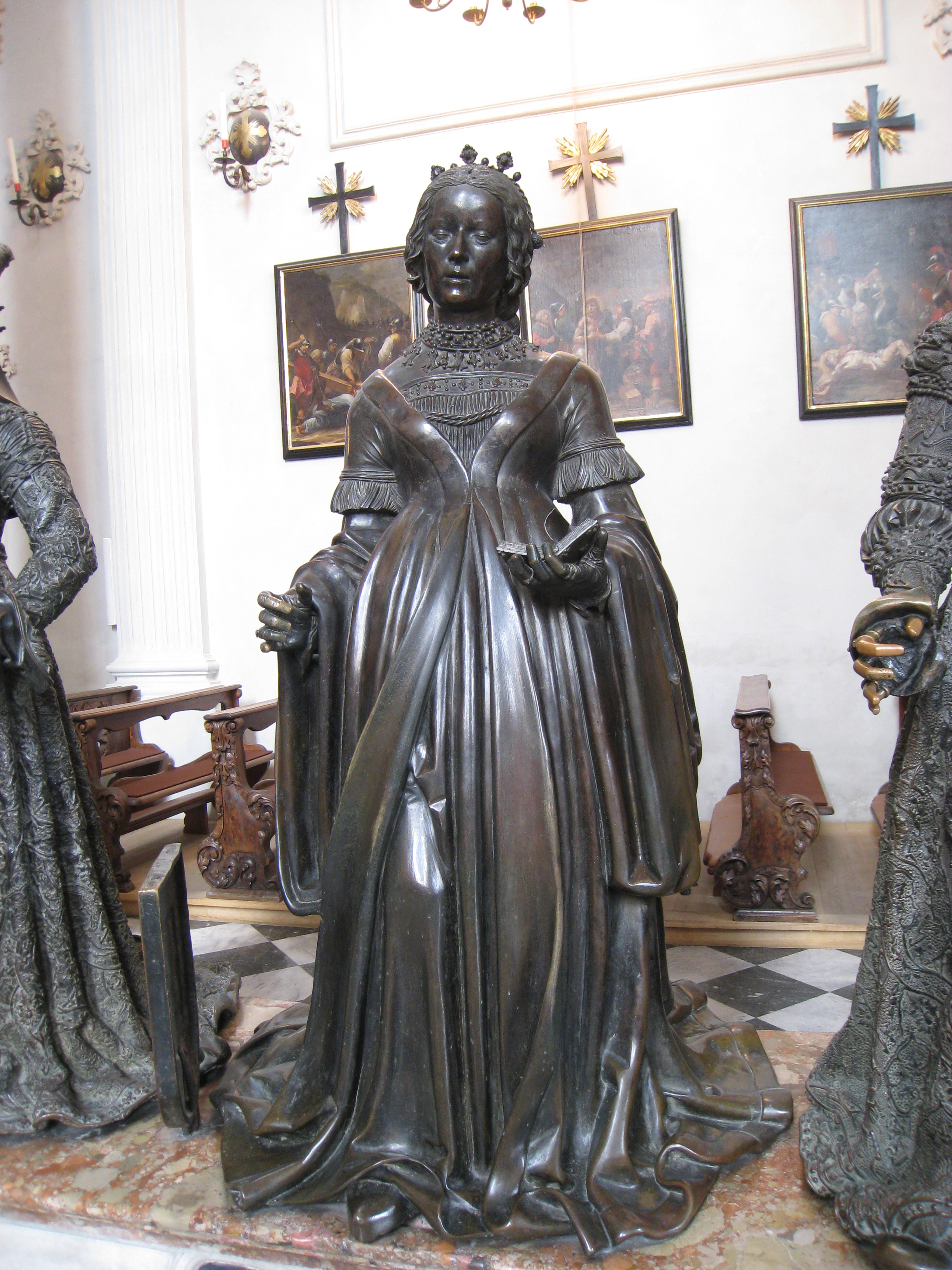
Bronzestatue Elisabeths in der Hofkirche zu Innsbruck

- 28. Oktober: Elisabeth von Kärnten, Görz und Tirol, Herzogin von Österreich und der Steiermark und erwählte römisch-deutsche Königin (* 1262)
- 14. Dezember: Andreas von Gundelfingen, Bischof von Würzburg
- 19. Dezember: Kraft I. von Hohenlohe-Weikersheim, fränkischer Ritter und Edelmann (* um 1240)

### Genaues Todesdatum unbekannt
- vor 28. Februar: John Hastings, 1. Baron Hastings, englischer Adeliger und Militär (* 1262)
- zwischen 28. Januar und 25. März: Maol Íosa, 6. Earl of Strathearn, schottischer Adeliger
- um 13. Dezember: Johann Parricida, Herzog von Österreich und Steier (* 1290)
- Guido de Baysio, Kanonist, Erzdiakon von Bologna und Funktionär der römischen Kurie (* um 1250)
- Künpang Thugje Tsöndrü, Lama des tibetischen Buddhismus und Gründer des Jonang-Klosters (* 1243)
- Rudolf I., Markgraf von Hachberg-Sausenberg